# Claude Ollier
Claude Ollier (Parigi, 17 dicembre 1922 – Le Port-Marly, 18 ottobre 2014) è stato uno scrittore francese un tempo appartenente alla corrente Nouveau roman. È il primo vincitore Prix Médicis, che ha ricevuto nel 1958 per il romanzo La messa in scena.

## Biografia
Claude Ollier nacque primogenito a Parigi da Maurice Ollier, un assicuratore, e da Marguerite Valente, figlia di un piccolo borghese. Appena nato, Claude mostrò subito dei problemi respiratori, così la famiglia dal il 1926 al 1930 fece continuamente vacanze al mare ed in montagna, dove la sua salute migliora. Durante queste vacanze il giovane Claude s'interessa di Letteratura leggendo soprattutto Verne.
Nel 1934 entrò nel Liceo Carnot di Parigi, dove affinò le proprie conoscenze letterarie. Dal 1941 al 1943 studiò Diritto e Commercio, poi fece le visite mediche per il servizio militare, ma fu scartato a causa della precaria salute. Andò quindi a Norimberga per terminare gli studi e lì lavorò ad un giornale. Dovette abbandonare successivamente la città bombardata e andarsene in Svizzera.
Ritornato in Francia nel 1946, frequentò le gallerie d'Arte e lavorò come critico cinematografico, partecipando continuamente a concorsi di Tennis. Nel 1947 partecipò al Congresso mondiale dei Giovani democratici a Praga per sostenere la Bulgaria. Tre anni dopo decise di lasciare l'Europa e si trasferì a Casablanca in Marocco. Ritornò a Parigi nel 1955 e iniziò a lavorare al suo primo libro.
Nel 1958 pubblicò il suo primo romanzo con il titolo La messa in scena e nello stesso anno divenne il primo vincitore del prestigioso Prix Médicis. L'anno dopo tornò in Marocco e nel 1960 decise di lasciare definitivamente l'Africa per dedicarsi all'attività di scrittore dopo un viaggio di sei mesi negli Stati Uniti. Nello stesso anno conobbe Italo Calvino, Fernando Arrabal, Robert Pinget, Hugo Claus e Charles Tomlinson, poi partì nuovamente, questa volta per Cuba e il Messico. Di ritorno in patria aderì alla corrente letteraria Nouveau roman.
Riprese la penna nel 1964 scrivendo La morte del personaggio per la stazione radiofonica Radio-Stuttgart. L'opera fu letta nel corso di più puntate ottenendo un discreto successo. Da allora collaborò sempre più spesso con le varie stazioni radio francesi.
Nell'inverno del 1966 soggiornò a Berlino e, forte di questa esperienza, scrisse quattro libri, che formarono il ciclo del Giovane infante, pubblicati solo tra 1972 e il 1975. Nel 1967 tornò in Germania su invito della stazione radio Länder e poi nel 1969 decise di studiare un trimestre all'Università Laval del Québec. Nel 1971 lasciò la Nuoveau roman dopo un acceso dibattito letterario e si trasferì ad Aix-en-Provence, dove insegnava Marie-Odette, la sua amata; i due si sposarono ed ebbero una figlia, Ariane, nel 1972
Riprese a viaggiare nel 1977, visitando la Thailandia, Singapore e la Malaysia. Ritornato in patria, scrisse Marrakch Médine, che ottenne il Prix France Culture nel 1979. Successivamente scrisse Mon Double à Malacca e viaggiò per l'Europa orientale, ritornando per un breve periodo in Marocco.
Dal 1983 al 1989 scrisse diversi romanzi: Una storia invisibile, Truquage en amont, Oscurazione e Feuilleton. Nel 1990 visitò l'Australia, nel 1991 la Giordania, per scrivere un libro su Petra, e poi anche Gerusalemme. Tra il 1993 e il 1995 scrisse Aberration en hommage à l'aïeule andalouse.